# Periopta
Periopta là một chi bướm đêm thuộc họ Noctuidae.

## Loài
- Periopta ardescens Butler, 1884
- Periopta diversa Walker, [1865]